# 平戎
平戎（1897年—1966年），男，江西义宁（今修水）人，中国政治人物，曾任中国农工民主党江西省委员会代主任委员，江西省政协副主席。